# Малиновка (Кожевниковський район)
Мали́новка (рос. Малиновка) — село у складі Кожевниковського району Томської області, Росія. Адміністративний центр Малиновського сільського поселення.

## Населення
Населення — 437 осіб (2010; 480 у 2002).
Національний склад (станом на 2002 рік):
- росіяни — 95 %